# 台六町
台六町（だいろくちょう）は、愛知県瀬戸市菱野連区の町名。丁番を持たない単独町名である。

## 地理
- 瀬戸市の南西部に位置する[8]。西を南ケ丘町・幡中町、北を弁天町、東を南山口町、南を長久手市福井・東山と隣接している[8]。
- 江戸時代の村絵図にも記載される地名であるが、近年まで山林丘陵地であった[9]。

### 河川
- 大六川（矢田川支流）[8] ： 町の東部を北流している。
- 弁天川（矢田川支流）[8] ： 町の西部を北流している。

- 大六川（台六町内）

### 学区
市立小・中学校に通う場合、学区は以下の通りとなる。また、公立高等学校普通科に通う場合の学区は以下の通りとなる。
| 番・番地等 | 小学校               | 中学校             | 高等学校 |
| ---------- | -------------------- | ------------------ | -------- |
| 全域       | 瀬戸市立幡山西小学校 | 瀬戸市立幡山中学校 | 尾張学区 |

## 歴史

### 町名の由来
当地は、山口川（矢田川）の支流である大六川に沿って位置されており、南部の山口谷に大六遺跡（縄文時代晩期の集落遺跡）がある。台六の地名はこの大六からきたものと推察される。

### 沿革
- 1979年（昭和54年）12月1日 - 瀬戸市大字菱野字前田・山之神・南山・蕨ケ洞・大六・台六の各一部により、同市台六町として成立[2]。

## 世帯数と人口
2024年（令和6年）2月1日現在の世帯数と人口は以下の通りである。
| 町丁   | 世帯数 | 人口  |
| ------ | ------ | ----- |
| 台六町 | 61世帯 | 129人 |

### 人口の変遷
国勢調査による人口の推移
| 1995年（平成7年）  | 148人 | [ 13 ] |  |
| 2000年（平成12年） | 150人 | [ 14 ] |  |
| 2005年（平成17年） | 141人 | [ 15 ] |  |
| 2010年（平成22年） | 133人 | [ 16 ] |  |
| 2015年（平成27年） | 112人 | [ 17 ] |  |
| 2020年（令和2年）  | 127人 | [ 18 ] |  |

### 世帯数の変遷
国勢調査による世帯数の推移。
| 1995年（平成7年）  | 40世帯 | [ 13 ] |  |
| 2000年（平成12年） | 41世帯 | [ 14 ] |  |
| 2005年（平成17年） | 46世帯 | [ 15 ] |  |
| 2010年（平成22年） | 47世帯 | [ 16 ] |  |
| 2015年（平成27年） | 45世帯 | [ 17 ] |  |
| 2020年（令和2年）  | 50世帯 | [ 18 ] |  |

## 交通

### 鉄道
町内に鉄道は走っていない。最寄り駅は愛知環状鉄道・愛知環状鉄道線瀬戸口駅になる。

### バス
町内にバスは走っていない。最寄りのバス停は、名鉄バス「東山線」【18】系統の南山口町バス停、または、瀬戸市コミュニティバス「本地線」の新田町バス停になる。

### 道路
町内に国道・県道は通っていない。

## 施設
- 享栄高等学校 瀬戸グラウンド ： 硬式野球部専用のグラウンド[19]。

## その他

### 日本郵便
- 郵便番号 : 489-0954[6]（集配局：瀬戸郵便局[20]）。